# Ґрат

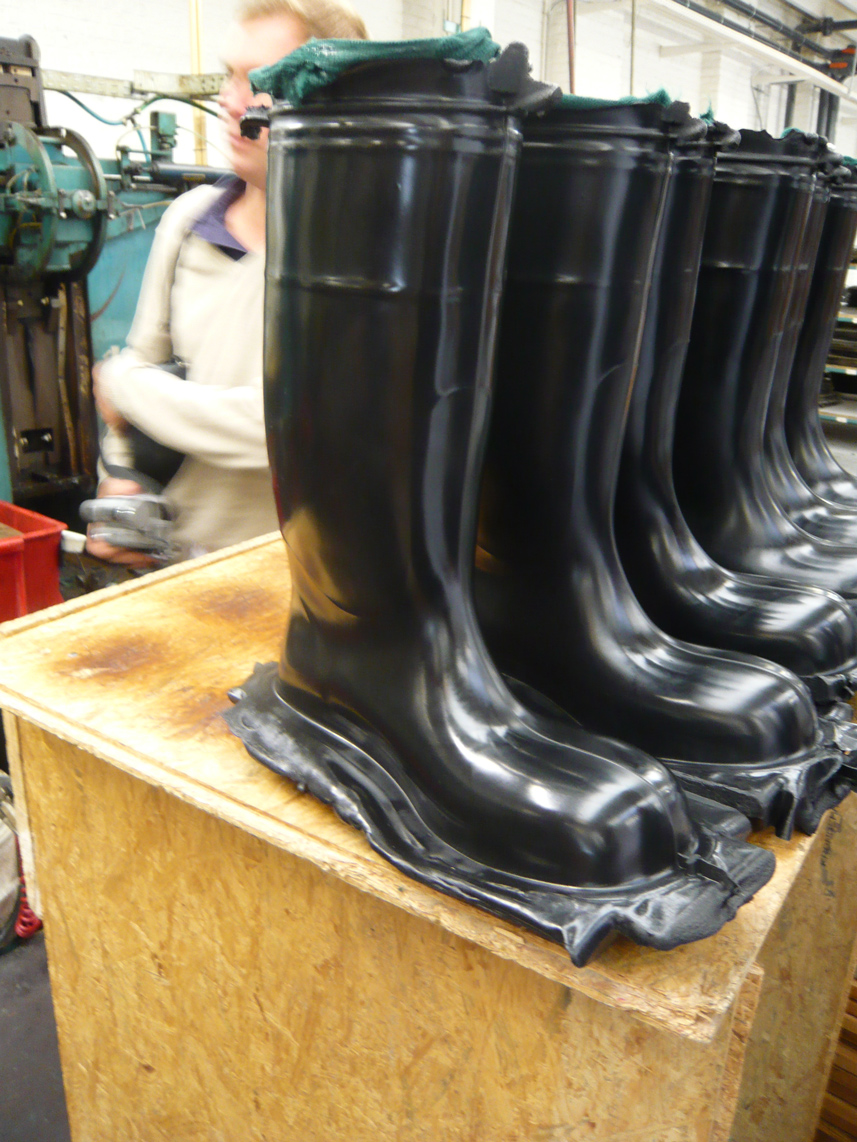
Облой, отриманий при виготовленні гумового взуття у прес-формі

Ґрат або облой (англ. burr, fin, flash, spew, tail) — надлишок матеріалу, що отримується на поверхні заготовки чи деталі у вигляді задирки або плівки при литті чи пресуванні у форми, обробленні тиском чи зварюванні.
Зняття облою (операція: ґратування) з виробів викликає необхідність застосування додаткових операцій, призводить до погіршення зовнішнього вигляду, часто і до псування виробу.

## Облой при обробленні металів тиском
Облой — метал, що витискається за контури виробу при обробці тиском (куванні, штампуванні тощо) внаслідок витискування надлишкового металу з відкритих штампів (зрізується на обрізних пресах).
У куванні метал повинен якнайповніше заповнювати ручаї штампів, що забезпечується деяким надлишком матеріалу у заготовині. Облой утворюється на поверхні поковки і має вигляд тонкої плівки на лінії, зустрічі штампів, а згодом віддаляється торцюванням. Оскільки облой охолоджується швидше за тіло поковки, він може служити обмежувачем металевого потоку на лінії, зустрічі штампів, таким чином, гарантуючи повноту заповнення струмка.
Штампування у відкритих штампах характеризується змінним зазором між рухомою і нерухомою частинами штампа. У цей зазор витікає частина металу — облой, який закриває вихід з порожнини штампа і змушує інший метал заповнити всю порожнину. У кінцевий момент деформування в облой вичавлюються надлишки металу, що перебувають в порожнині, що дозволяє знизити вимоги до точності заготовин за масою.

## Ґрат при зварюванні
Грат при зварюванні — матеріал, що видаляється або витискується зі зварного з'єднання і який формується навколо цього з'єднання у тому числі і при холодному зварюванні.

## Облой при литті чи пресуванні у прес-формах
При литті під тиском чи пресуванні матеріалів у прес-формах облой — матеріал, витиснений у місцях з'єднання елементів прес-форми чи вулканізаційного устаткування.
Ґрат — приливок пластмаси в місцях з'єднань прес-форми.
У виливці облой матеріалу (металу, пластмаси чи гуми), утворюється внаслідок його втрат між поверхнями форми, що прилягають одна до одної. Він виникає навколо виливка по лінії площини розняття ливарної форми через незначне розкриття форми при заповненні її розплавом матеріалу (обрубується або обрізується під час очищення виливка).
Причини появи надмірного облою (ґрата):
- дефекти та забруднення поверхонь змикання прес-форми;
- тиск у прес-формі перевищує зусилля замикання у процесі дотискування і витримки;
- в'язкість розплаву матеріалу не виходить за межі рекомендованого виробником матеріалу діапазону температур;
- зміщення елементів прес-форми у процесі заповнення;
- недостатнє відведення газів